# Litoria dentata
Espèce
Synonymes
- Hyla dentata Keferstein, 1868

Statut de conservation UICN

 LC  : Préoccupation mineure
Litoria dentata est une espèce d'amphibiens de la famille des Pelodryadidae.

## Répartition

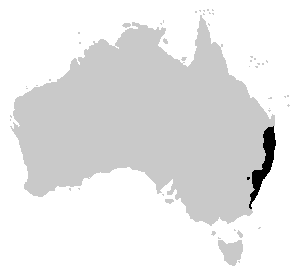
Distribution

Cette espèce est endémique d'Australie. Elle se rencontre du niveau de la mer jusqu'à 800 m d'altitude dans les régions côtières et dans les hautes terres de la Nouvelle-Galles du Sud et du Sud du Queensland ce qui représente 129 100 km2.

## Habitat
On la trouve dans les lagunes, les étangs et les marais, dans les broussailles, les forêts et les zones cultivées.

## Description
Les mâles mesurent de 32 à 40 mm et les femelles de 39 à 44 mm.

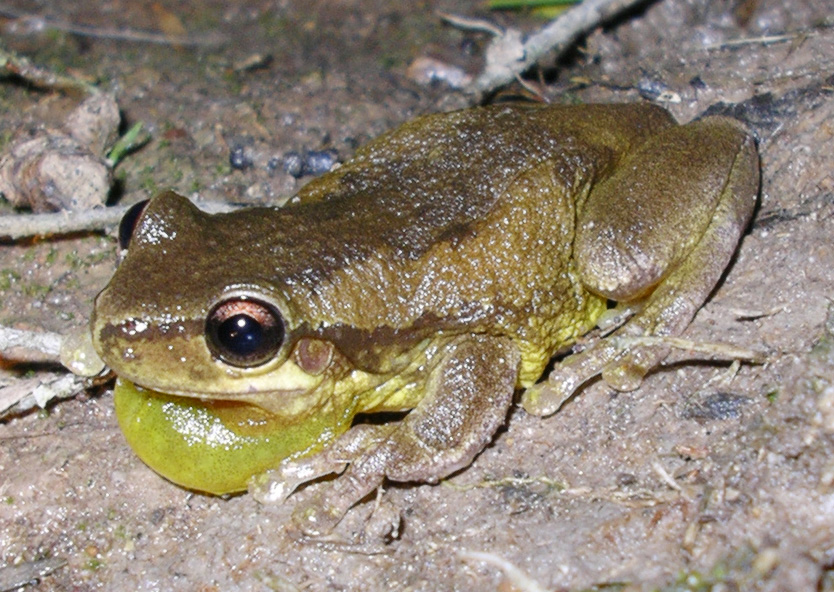
Un mâle pendant la période de reproduction

Le dos peut être foncé ou pâle, brun avec des bandes irrégulières, plus claires pour celles passant sur les côtés et partant derrière les yeux. Une bande foncée surmontant une bande blanche relie l'extrémité du museau aux tympans en passant par les yeux. Le ventre est crème devenant jaune chez le mâle pendant la période des amours. Les doigts sont palmés au tiers, les orteils aux deux tiers. Le tympan est bien apparent. L'iris est rouille. Pendant la saison des amours les mâles deviennent jaunes.

## Éthologie
Elle est connue pour son coassement sonore, haut perché qui peut devenir pénible pour les habitants des environs. Les mâles appellent les femelles depuis le sol ou l'arbre sur lequel ils sont. La reproduction a lieu pendant les nuits chaudes, humides, sombres du printemps et de l'été.

## Publication originale
- Keferstein, 1868 : Über die Batrachier Australiens. Archiv für Naturgeschichte, vol. 34, no 1, p. 253-290 (texte intégral).